# Thierry Issiémou
Thierry Issiémou (ur. 31 marca 1983 w Libreville) – gaboński piłkarz grający na pozycji pomocnika.

## Kariera klubowa
Karierę piłkarską Issiémou rozpoczął w klubie USM Libreville. W 2002 roku zadebiutował w jego barwach w pierwszej lidze gabońskiej i w debiutanckim sezonie wywalczył zarówno mistrzostwo kraju, jak i Coupe du Gabon Interclubs. W 2004 roku przeszedł do Sogéa Libreville, a w 2006 do Delty Téléstaru Libreville, z którym po raz drugi zdobył Coupe du Gabon Interclubs (2006 rok).
W 2007 roku Issiémou wyjechał do Europy i został piłkarzem węgierskiego Debreceni VSC. W 2008 roku wywalczył z nim wicemistrzostwo kraju oraz Puchar Węgier. W trakcie sezonu odszedł jednak do Vasasu Budapeszt, w którym rozegrał jeden mecz.
W sezonie 2009/2010 Issiémou był piłkarzem tunezyjskiego US Monastir. Grał też w EGS Gafsa, JS Saint-Pierroise i AC Bongoville.

## Kariera reprezentacyjna
W reprezentacji Gabonu Issiémou zadebiutował w 2002 roku. W 2010 roku został powołany przez selekcjonera Alaina Giresse'a do kadry na Puchar Narodów Afryki 2010. Tam był rezerwowym i nie rozegrał żadnego spotkania.